# 10. Kavallerie-Brigade (Deutsches Kaiserreich)
Die 10. Kavallerie-Brigade war ein Großverband der Preußischen Armee.

## Geschichte
Die 10.  Kavallerie-Brigade wurde am 5. November 1816 als Kavallerie-Brigade der Truppen-Brigade in Posen aufgestellt,  am 5. September 1818 in Kavallerie-Brigade der 9. Division und am 22. Dezember 1820 in 10. Kavallerie-Brigade umbenannt. Sie war Teil der 10. Division, die dem V. Armee-Korps in Posen zugeordnet war. Im Rahmen der Mobilmachung im August 1914 wurde die Brigade für die Dauer des Krieges aufgelöst und das Ulanen-Regiment Nr. 1 zur  Divisions-Kavallerie der 9. Infanterie-Division, während das Jäger-Regiment zu Pferde zur Divisions-Kavallerie der 10. Infanterie-Division wurde.

### Gliederung
- 1820 bis 1832

7. Husaren-Regiment (Westpreuβisches) und 6. Ulanen-Regiment (2. Westpreuβisches)
- 1833 bis 1851

7. Husaren-Regiment und 1. Ulanen-Regiment
- 1852 bis  1866

2. Leib-Husaren-Regiment „Königin Viktoria von Preußen“ Nr. 2, Westpreußisches Ulanen-Regiment Nr. 1, 2. Landwehr-Husaren-Regiment, 1. Landwehr-Ulanen-Regiment
- 1867

Kurmärkisches Dragoner-Regiment Nr. 14,  2. Leib-Husaren-Regiment „Königin Viktoria von Preußen“ Nr. 2,  Westpreußisches Ulanen-Regiment Nr. 1, 2. Landwehr-Husaren-Regiment, 1. Landwehr-Ulanen-Regiment
- 1868 bis 1869

Wie vor, ohne Landwehr-Regimenter
- 1871 bis 1900

2. Leib-Husaren-Regiment Kaiserin Nr. 2 und Ulanen-Regiment Kaiser Alexander III. von Rußland (Westpreußisches ) Nr. 1

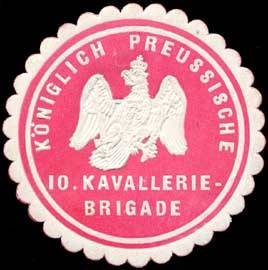
Siegelmarke der 10. Kavallerie-Brigade

- 1901 bis 1902

Wie vor, zusätzlich Kombiniertes Jäger-Regiment zu Pferde
- 1903 bis 1914

Ulanen-Regiment Kaiser Alexander III. von Rußland (Westpreußisches) Nr. 1 und Regiment Königs-Jäger zu Pferde Nr. 1 

### Deutscher Krieg 1866
Im Krieg Preußens gegen das Kaisertum Österreich nahm die Brigade unter Führung des Generals Rudolf von Schön an der entscheidenden Schlacht bei Königgrätz teil.

### Deutsch-Französischer Krieg 1870/1871
Im Krieg gegen Frankreich war die Brigade im Verband der 10. Division und unter dem Kommando des Generals Otto von Bernhardi an den Kampfhandlungen beteiligt.
Auch nahm sie an der Schlacht bei Wörth am 6. August 1870 teil.

### Brigadekommandeure
| Name                                  | Datum                                       |
| ------------------------------------- | ------------------------------------------- |
| Johann Peter Paul Beier               | 5. November 1816 bis 4. März 1821           |
| Friedrich von Wrangel                 | 5. März 1821 bis 12. November 1834          |
| Gustav von Barnekow                   | 13. November 1834 bis 17. März 1837         |
| Heinrich von Wedel                    | 18. März 1837 bis 16. Oktober 1844          |
| Karl von Heister                      | 17. Oktober 1844 bis 12. Mai 1848           |
| Friedrich von Borcke                  | 13. Mai 1848 bis 5. Dezember 1851           |
| Ernst von Holleben                    | 6. Dezember 1851 bis 24. September 1855     |
| Karl Asmus von Schenckendorf          | 25. September 1855 bis 21. Mai 1858         |
| Emil von Czettritz und Neuhaus        | 22. Mai 1858 bis 23. Juli 1861              |
| Hans Friedrich von Kotze              | 24. Juli 1861 bis 23. August 1861           |
| Karl Heinrich von Wnuck               | 24. August 1861 bis 2. April 1866           |
| Rudolf von Schön                      | 3. April 1866 bis 2. November 1866          |
| Hermann von Krosigk                   | 3. November 1866 bis 17. April 1868         |
| Otto von Bernhardi                    | 18. April 1868 bis 25. Januar 1875          |
| Georg von Graevenitz                  | 26. Januar 1875 bis 2. Juni 1877            |
| Ferdinand von Massow                  | 3. Juni 1877 bis 20. November 1878          |
| Leonhard von Knobelsdorff-Brenkenhoff | 21. November 1878 bis 9. Juli 1880          |
| Friedrich von der Decken              | 10. Juli 1880 bis 11. Juli 1884             |
| Eduard von Becker                     | 12. Juli 1884 bis 16. April 1888            |
| Klaus von der Decken                  | 17. April 1888 bis 21. März 1891            |
| Otto von Rosen                        | 22. März 1891 bis 14. Dezember 1894         |
| Hans von Hobe                         | 15. Dezember 1894 bis 19. Juli 1897         |
| Ernst Klockmann                       | 20. Juli 1897 bis 15. Juni 1900             |
| Georg von Bornstedt                   | 16. Juni 1900 bis 21. April 1905            |
| Otto von Schwerin                     | 22. April 1905 bis 17. Februar 1908         |
| Paul Schalscha von Ehrenfeld          | 18. Februar 1908 bis 8. März 1912           |
| Eduard Neven Du Mont                  | 9. März 1912 bis 1. August 1914 (Auflösung) |